# Jan Evangelista Purkyně
Jan Evangelista Purkyně, também grafado Johannes Evangelista Purkinje (Libochovice, 17 de dezembro de 1787 – Praga, 28 de julho de 1869) foi um médico e professor universitário checo que se notabilizou como anatomista e fisiologista e descobridor das células de Purkinje e do efeito de Purkinje.

## Biografia
Em meados do século do XIX Jan Evangelista Purkinje introduziu o uso da palavra grega plasma (significando "formado" ou "moldado") para o fluido claro que permanecia depois da remoção de todo o material corpuscular do sangue. Meio século depois, o cientista americano Irving Langmuir propôs em 1922 que os elétrons, íons e nêutrons em um gás ionizado poderiam similarmente ser considerados como material corpuscular arrastado em algum tipo de meio fluido e chamando esse meio arrastante de plasma.
Também deu nome as fibras musculares presentes no coração, as Fibras de Purkinje, que constituem um sistema especial de condução do estímulo elétrico no coração que permite que este se contraia de maneira coordenada.